# Hydrellia fascitibia
Hydrellia fascitibia är en tvåvingeart som först beskrevs av Roser 1840.  Hydrellia fascitibia ingår i släktet Hydrellia och familjen vattenflugor. Arten är reproducerande i Sverige. Inga underarter finns listade i Catalogue of Life.